# Sergio Markarián
Sergio Apraham Markarián Abrahamian, mais conhecido como Sergio Markarián (Montevidéu, 1 de novembro de 1944), é um treinador e ex-futebolista uruguaio, que atuou como lateral-direito. Atualmente dirige a Seleção Grega.

## Carreira
Nascido em Montevidéu, e com origens armênias, Markarián e sua família emigraram para a Argentina em 1951. Três anos depois, começou a treinar nas equipes de base do Lanús, clube da capital Buenos Aires. Jogando na posição de lateral-direito, deixou o futebol ainda cedo, com apenas 17 anos, por conta dos estudos, não se profissionalizando no Lanús nem em nenhum outro clube.
Markarián não jogou futebol profissional, tendo se tornardo treinador em 1974, obtendo sucesso na maioria das equipes que dirigiu. A partir do dia 20 de dezembro de 2008, treinou o Universidad de Chile, onde renunciou ao cargo seis meses depois de vencer o Torneio Apertura de 2009. Em junho de 2010 foi anunciado como novo comandante da Seleção Peruana ficando no cargo até o fim das Eliminatórias para a Copa de 2014
Em 12 de fevereiro de 2015 foi anunciado como novo técnico da Seleção Grega

## Títulos
Campeonato Paraguaio
- Olimpia: 1983 e 1985
- Cerro Porteño: 1990
- Libertad: 2003 e 2004

Campeonato Peruano
- Universitario de Deportes: 1993
- Sporting Cristal: 1996

Campeonato Chileno
- Universidad de Chile: 2009 (Apertura)